# NGC 5353
NGC 5353 ist eine Linsenförmige Galaxie vom Hubble-Typ S0  im Sternbild Jagdhunde am Nordsternhimmel. Sie ist rund 107 Millionen Lichtjahre vom Sonnensystem entfernt und hat einen Durchmesser von etwa 70.000 Lichtjahren. Die Galaxie bildet mit NGC 5354 ein optisches Paar. 
NGC 5353 ist der namensgebende Teil einer Galaxiengruppe die auch unter dem Namen Hickson Kompakt Gruppe 68 bekannt ist. Ihr gehören unter anderem die Galaxien NGC 5311, NGC 5313, NGC 5350, NGC 5355 und NGC 5358 an.
Entdeckt wurde das Objekt am 14. Januar 1788 von William Herschel.